# Bergsdvärgspindel
Bergsdvärgspindel (Tiso aestivus) är en spindelart som först beskrevs av Ludwig Carl Christian Koch 1872.  Bergsdvärgspindel ingår i släktet Tiso och familjen täckvävarspindlar. Arten är reproducerande i Sverige. Inga underarter finns listade.